# Lutz Bertling
Lutz Bertling, né le 9 juillet 1962, est un homme d'affaires allemand. 

## Biographie
Diplômé d'un doctorat en génie mécanique de l'université de Brunswick (Allemagne), il commença sa carrière en 1988 en tant qu’enseignant à l’Institut für Werkzeugmaschinen und Fertigungstechnik (IWF) de l’université technologique de Brunswick. En 1991, il prend la direction du service « systèmes de production » de l’IWF.
De 1993 à 1999, Lutz Bertling a occupé divers postes au sein d’Adtranz (DaimlerChrysler Rail Systems (Deutschland) GmbH) avant d’être nommé vice-président conception et production de systèmes au sein de l’unité carrosserie.
En 1999, il rejoint l’unité opérationnelle avions militaires de DaimlerChrysler Aerospace (Dasa), qui deviendra EADS, en tant que vice-président du site d’Augsbourg et des programmes Aérostructures. Il rejoint Eurocopter en septembre 2003 comme directeur des programmes gouvernementaux avant d’être nommé président d’Eurocopter Allemagne en avril 2006. Il devient président d'Eurocopter le 2 novembre 2006.
Le 1er juin 2013, il est nommé président de Bombardier Transport en remplacement d’André Navarri, parti en retraite. Il a quitté Bombardier le 9 décembre 2015.